# 볼기뼈

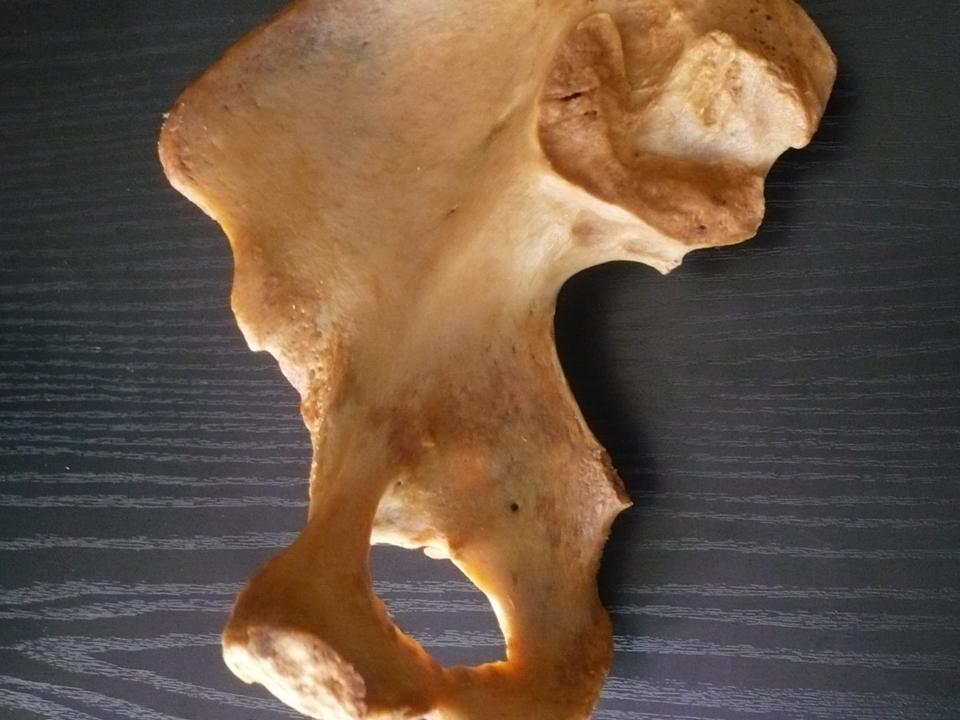

볼기뼈(영어: hip bone, os coxae, pelvic bone 또는 coxal bone) 또는 관골(臗骨) 또는 무명뼈(innominate bone, 무명골)는 한 쌍의 큰 납작뼈로, 엉덩뼈(ilium), 궁둥뼈(ischium), 두덩뼈(pubis)가 20세 이후 합쳐지면서 형성된다. 광대뼈도 관골(顴骨)이라고 부른다. 볼기뼈는 엉치뼈, 꼬리뼈와 함께 골반을 형성한다.
두 개의 볼기뼈는 두덩결합(pubic symphysis, 치골결합)에서 합쳐지고, 천골과 꼬리뼈(척추의 골반 부분)와 함께 골반의 골격 구성 요소, 즉 골반안(pelvic cavity, 골반강)을 둘러싼 다리이음뼈(pelvic girdle, 하지대, 골반이음구조)를 구성한다. 이들은 천골(몸통뼈대의 일부)과 엉치엉덩관절(sacroiliac joint, 천장관절)에서 연결된다. 각 볼기뼈는 엉덩 관절의 큰 절구 관절을 통해 해당 대퇴골(허벅지 뼈)(하지의 뼈와 몸통뼈대 사이의 주요 연결을 형성)에 연결된다.

## 같이 보기
- 볼기
- 골반

- 엉치뼈
- 꼬리뼈

- 광대뼈
- 관골
- 볼기근
- 수뇌
- 볼기뼈절구
- 팔이음뼈
- Innominate

## 참조
1. ↑  대한의협 의학용어 사전, 대한해부학회 의학용어 사전 https://www.kmle.co.kr/search.php?Search=hip+bone&EbookTerminology=YES&DictAll=YES&DictAbbreviationAll=YES&DictDefAll=YES&DictNownuri=YES&DictWordNet=YES
2. ↑  〈hip bone〉. 《Merriam Webster》.
3. ↑  "The hip bone is an irregularly shaped bone, also known as the pelvic girdle. It consists of three bones; ilium, ischium and pubis. These three bones are also known as the innominate bones, pelvic bones or coxal bones." https://www.kenhub.com/en/library/anatomy/the-pelvis
4. ↑  臗 몸 관 骨 뼈 골 https://hanja.dict.naver.com/#/entry/ccko/e8cf409464064ff5a703a375c8b7d101
5. ↑  顴 광대뼈 관 骨 뼈 골 http://hanja.naver.com/word?q=%E9%A1%B4%E9%AA%A8
6. ↑  Bojsen-Møller, Finn; Simonsen, Erik B.; Tranum-Jensen, Jørgen (2001). 《Bevægeapparatets anatomi》 [Anatomy of the Locomotive Apparatus] (덴마크어) 12판. Munksgaard Danmark. 237–239쪽. ISBN 978-87-628-0307-7.